# Время летать
«Время летать» — советский художественный фильм, жанр трагикомедия, фарс.

## Сюжет
Посвящение во вступительной заставке:

         «Ничего похожего никогда
не происходило и не могло произойти
ни в одном аэропорту.
Однако эта история, как нам кажется,
имеет отношение
к действительности»
Действие происходит в вымышленном аэропорту некоего города в СССР. Успех работы руководства аэропорта оценивается не по взлёту и посадке самолётов, а по безопасности полётов. Оказывается, что аэропорт может вполне успешно действовать не принимая ни одного самолёта, обеспечивая абсолютную безопасность. Ситуация в зале ожидания накаляется — пассажиры постепенно начинают понимать, что попали в странную ловушку: аэропорт не функционирует.
Начальство получает награды и премии, а вот рядовым сотрудникам и пассажирам нужно брать власть в свои руки, чтобы добиться функционирования аэропорта и улететь куда им нужно.

## В ролях
- Иван Агафонов — Иван Агеевич, пассажир-мастер на все руки
- Сергей Арцибашев — Сергей Туркин, встречающий
- Эдуард Бочаров — Пётр Герасимович Горохов, начальник аэропорта
- Сергей Газаров — Аркадий, пассажир-администратор ансамбля
- Валентин Гафт — Виктор Иванович, пассажир-саксофонист
- Михаил Зонненштраль — Алексей, авиадиспетчер
- Владимир Адольфович Ильин — Андрей Константинович, пассажир
- Владимир Львович Ильин — Иннокентий Петрович, официант
- Иосиф Конопацкий — Игорь Дмитриевич Афанасьев, руководитель полётов
- Анастасия Немоляева — Надя, стюардесса
- Елизавета Никищихина — пассажирка
- Елена Соловей — Валентина Григорьевна, певица
- Наталья Фатеева — пассажирка, которая летит в Ташкент
- Андрей Толубеев — Борис Чиненков, сотрудник аэропорта
- Бруно Фрейндлих — Максим Петрович, пассажир
- Василий Петренко — Миша, авиадиспетчер
- Елена Яковлева — Мила

## Съёмочная группа
- Автор сценария: Александр Житинский
- Режиссёр-постановщик: Алексей Сахаров
- Оператор-постановщик: Валентин Железняков
- Художники-постановщики: Борис Бланк, Владимир Мурзин
- Композитор: Давид Тухманов